# AEA Maverick
Die AEA Maverick war ein Sportflugzeug des australischen Herstellers Aero Engineers Australia.

## Geschichte und Konstruktion
Die Maverick ist ein einsitziges voll kunstflugtauglicher (+6 bis −3g) Tiefdecker mit konventionellem Leitwerk. Sie verfügt über ein nicht einziehbares Spornradfahrwerk und eine einteilige nach der Seite aufklappbare Cockpithaube. Weitgehend aus Verbundwerkstoffen gebaut, wurde sie von einem 4-Zylinder-Boxermotor Continental O-200A angetrieben. Nur ein Flugzeug wurde produziert.

## Technische Daten
| Kenngröße             | Daten                                        |
| --------------------- | -------------------------------------------- |
| Besatzung             | 1                                            |
| Länge                 | 5,41 m                                       |
| Spannweite            | 5,79 m                                       |
| Höhe                  | 1,83 m                                       |
| Flügelfläche          | 5,6 m²                                       |
| Leermasse             | 295 kg                                       |
| max. Startmasse       | 477 kg                                       |
| Reisegeschwindigkeit  | ? km/h                                       |
| Höchstgeschwindigkeit | 363 km/h                                     |
| Dienstgipfelhöhe      | ? m                                          |
| Reichweite            | ? km                                         |
| Triebwerke            | 1 × Continental O-200A-Kolbenmotor mit 75 kW |